# Marco Antonio Órdenes Fernández
Marco Antonio Órdenes Fernández (Iquique, Chile, 29 de octubre de 1964) fue obispo de la diócesis de Iquique entre los años 2006 al 2012. Fue el obispo más joven de la historia de la Iglesia católica en Chile durante la primera década del siglo XXI, al asumir dicho cargo a los 42 años de edad. Asimismo, renunció a su cargo luego que se hicieran públicos sus reiterados abusos sexuales a un menor de edad.
El viernes 26 de enero de 2018 finalizaron todos los juicios en ámbito civil sobre las acusaciones de abuso sexual contra el obispo Marco Órdenes Fernández con resultado sobreseído.

## Biografía
Nació en Iquique el 29 de octubre de 1964. Hijo de Gregorio Órdenes (fundador de la cofradía de baile religioso Primera Diablada de Chile) y Fresia Fernández. Sus primeros años los vivió en el barrio Norte Hospital.
En diciembre del año en que nació, recibió el sacramento del Bautismo. En 1973, realizó su Iniciación a la Eucaristía en la ciudad de Arica. En 1984 recibió el Sacramento de la Confirmación de manos del entonces obispo de Iquique, Mons. José del Carmen Valle Gallardo.
A corta edad se trasladó a vivir a Arica, donde estudió gran parte de su Enseñanza Básica, la cual finalizó en la Escuela Santa María de Iquique al regresar a su ciudad natal a la edad de 12 años. Su Enseñanza Media la realizó en el Liceo Bernardo O'Higgins (ex Liceo de Hombres) de la misma ciudad.
Ingresó a la Universidad de Tarapacá de Arica a estudiar la carrera de Obstetricia y Ginecología, durante la cual estuvo como alumno en práctica en la facultad de la Universidad de Chile y su internado lo realizó en los poblados de Melipilla, Pomaire y Santiago.
Al titularse, regresó a Iquique a trabajar en el Hospital Regional Ernesto Torres Galdames. Es en ese entonces cuando a partir del impacto de la figura del Papa Juan Pablo II y las personas enfermas de cáncer del servicio de ginecología, especialmente las mujeres con enfermedad terminal, su vocación sacerdotal lo llamó a entrar al Seminario Pontificio Mayor de Santiago.

### Sacerdocio y rector del Santuario de La Tirana
En 1989 ingresó al Seminario Pontificio Mayor de Santiago, donde realizó sus estudios filosóficos y teológicos. El 14 de diciembre de 1996 fue ordenado sacerdote en Iquique por el obispo local, monseñor Enrique Troncoso, en la Catedral de la Inmaculada Concepción, mismo día que asumió el cargo de Rector del Santuario de Nuestra Señora del Carmen de La Tirana y Asesor General para los Bailes Religiosos.
Desde el año 1998 fue profesor y Director de la Escuela de Formación Teológica del Obispado. Ha tenido la responsabilidad de la formación de la Escuela del Diaconado Permanente.
Participó en los equipos de investigación del Centro de Biología de la Reproducción de la Pontificia Universidad Católica de Chile. También ha ejercido como profesor de Ética en la Universidad Santo Tomás.
El año 2001 fue nombrado vicario para la Pastoral de la diócesis.

### Administrador diocesano de Iquique
El 20 de noviembre de año 2004, debido al traslado del obispo diocesano, monseñor Juan Barros, al Obispado Castrense, el presbiterio local lo nombró Administrador Diocesano de la Diócesis de Iquique, cargo que fue ratificado en diciembre del mismo año por la Santa Sede. Permaneció en dicho cargo hasta el año 2006.

### Obispo de Iquique
El 23 de octubre de 2006, en el primer aniversario de la canonización de San Alberto Hurtado, el Santo Padre Benedicto XVI lo nombró Obispo de Iquique. El 18 de noviembre del mismo año fue Consagrado Obispo en el Santuario de Nuestra Señora del Carmen de La Tirana y el 19, realizó la toma de posesión de la Catedral Inmaculada Concepción. Hizo su primera Visita Ad Limina en el año 2008. Como tal, permaneció a cargo del Área Eclesial de la Conferencia Episcopal de Chile, que comprende las Comisiones Nacionales de Comunidades y Ministerios; de Catequesis; de Ecumenismo y Diálogo Interreligioso; de Liturgia; de Pastoral de Santuarios y Piedad Popular; de Pastoral Rural; de Animación Bíblica de la Pastoral; de Misiones; de Obras Misionales Pontificias y Episcopales.
En su período como prelado, apoyó la reconstrucción de capillas y parroquias que fueron derrumbadas por el terremoto azotado a la Región de Tarapacá en junio del 2005, entre las cuales se encuentran el templo de San Lorenzo de Tarapacá.
Así mismo, en el año 2009, organizó y lideró las celebraciones de las festividades de la Virgen del Carmen de La Tirana y de San Lorenzo de Tarapacá, las cuales fueron suspendidas en dichos poblados, y realizadas en las principales ciudades del Norte Grande (siendo la más multitudinaria las realizadas en Iquique y Alto Hospicio), por la pandemia de Influenza A-H1N1.
En los últimos días de su cargo como obispo, se inauguró el Museo de la Vivencia Religiosa del Norte Grande, en el subterráneo del Santuario de La Tirana, dedicado a preservar material relacionado con las tradiciones religiosas del norte chileno, desde objetos sagrados, hasta trajes de los bailes religiosos que participan en la fiesta de La Tirana.
El 8 de octubre de 2012, presentó su renuncia al cargo de Obispo de Iquique, debido a problemas de salud. La renuncia fue aceptada al día siguiente por el Papa Benedicto XVI, quien designó como Administrador Diocesano al arzobispo de la Arquidiócesis de Antofagasta, Monseñor Pablo Lizama Riquelme.

### Renuncia al cargo de obispo e investigación canónica y jurídica
El prelado, días antes de viajar al Perú para someterse a tratamientos médicos (según declaró, debido a problemas hepáticos congénitos), informó a su círculo cercano que está siendo investigado, más no reveló la situación, razón por la cual no participó en el Te Deum  realizado en la Catedral de Iquique, el 18 de septiembre de 2012, con motivo de las Fiestas Patrias. En su lugar, lo ofició el vicario general de la Diócesis, y párroco de la Catedral, el sacerdote Guillermo Fajardo.
El hermetismo en el círculo cercano del obispo iquiqueño, terminó cuando Rodrigo Pino Jelcic, un ex-acólito de la Catedral de Iquique, revelara públicamente, en entrevista televisiva, haber sido víctima de reiterados abusos sexuales por parte del prelado en su juventud, además de ser la primera de varias víctimas de abusos sexuales perpetrados por el sacerdote, cuyos antecedentes fueron recogidos por el Poder Judicial, la Fiscalía, y la Nunciatura Apostólica.
La denuncia eclesiástica fue acogida por la Nunciatura Apostólica, el 2 de octubre de 2011, año en que Órdenes aun seguía como obispo de la Diócesis de Iquique.
Se abrieron dos causas judiciales: una por parte de la Nunciatura Apostólica, y otra por la justicia civil, las cuales siguen abiertas a la espera de reunir más antecedentes probatorios de las acusaciones contra el ex-obispo. La investigación civil está a cargo del fiscal Raúl Arancibia Plaza (el cual investigó los crímenes del sicópata de Alto Hospicio en el año 2001, y luego designado Fiscal Regional de Tarapacá), mientras que la eclesiástica fue realizada por el nuncio apostólico en Chile, monseñor Ivo Scapolo. 
Como consecuencia, Órdenes optó por renunciar a su cargo, que fue ratificado por la Santa Sede al día siguiente. Se designó, en su reemplazo, como administrador diocesano de Iquique al arzobispo de Antofagasta, monseñor Pablo Lizama Riquelme, hasta el mes de marzo del año 2014, en que asumió como obispo de la Diócesis de Iquique, monseñor Guillermo Vera, el cual fue hasta dicha fecha, obispo primado de Calama.
Luego de la renuncia de su cargo, Órdenes se ha retirado a una "vida de oración" en el Perú, aunque posteriormente, según investigaciones de Ciper Chile, se le ha visto en Santiago, donde ocupa un alto cargo en una empresa consultora. 
La última vez en que apareció públicamente, fue en el mes de junio de 2013, tras el fallecimiento de su madre, en una misa fúnebre realizada en el Santuario de La Tirana, la cual presidio con los respectivos permisos del Vaticano, causando resquemor y división entre los fieles católicos de la diócesis.
En octubre de 2015, el concejal UDI Felipe Arenas, propuso al Concejo Municipal de Iquique, quitar el título honorífico de "Hijo Ilustre de Iquique" al sacerdote, concedido en noviembre del año 2006, por ser una persona "que está cuestionada (por los casos de abuso contra menores) y que no da la cara a la justicia (...) mancha un cargo tan importante". 
A pesar de sus acusaciones, aún no se ha podido demostrar su culpabilidad, ya que Rodrigo Pino no se ha presentado a ninguna audiencia después de la severa acusación al prelado.
No obstante, el fiscal Arancibia, aseguró a la prensa, luego de la remoción eclesiástica de Órdenes, que "los hechos que Rodrigo Pino denunciaba eran muy graves", además de no ser la única víctima de los abusos sexuales perpetrados por parte de Órdenes.
El 29 de enero de 2018, la justicia ordinaria archivó el caso, por falta de pruebas.

### Sentencia de la Santa Sede y remoción del cargo de obispo
En el mes de enero del año 2018, durante la visita del Papa Francisco a Chile, un grupo de sacerdotes, religiosos y laicos de diferentes ciudades, pidió a los miembros de la comisión investigadora de abusos sexuales contra menores en Chile, los obispos Charles Scicluna y Jordi Bertomeu, la remoción del estado clerical de varios obispos y sacerdotes acusados de abusos a menores, entre los que se encontraba Órdenes. Un grupo de laicos de Iquique, quiso reunirse en forma privada con el Pontífice, durante su visita a la ciudad, el 18 de enero. No obstante, fueron desestimados por la organización, prefiriendo en su lugar, a víctimas de violaciones a los derechos humanos durante el régimen militar, que fueron acogidas en diversas parroquias de la diócesis, durante una recepción realizada en el Santuario Nuestra Señora de Lourdes, después de la misa que el Pontífice realizó en Playa Lobito.
El 11 de octubre de 2018, la Santa Sede, a través de la Congregación para la Doctrina de la Fe, ordenó la remoción del sacerdocio a Órdenes, junto al ex-arzobispo de La Serena, Francisco José Cox, también acusado de abusos sexuales contra menores. Ambos fueron removidos de sus cargos eclesiásticos, y de todas sus atribuciones y privilegios como tales, "por actos manifiestos de abusos contra menores". Dicha sentencia, avalada por el Papa Francisco, fue definitiva, sin apelación. Previamente, el Pontífice aplicó la misma sanción contra el ex-obispo de Osorno, Juan Barros, del ex vicario de la solidaridad Cristián Precht Bañados, y el exsacerdote Fernando Karadima, los que también fueron removidos del sacerdocio y excomulgados (Monseñor Juan Barros no ha sido removido del sacerdocio).
El 25 de octubre de 2018, el concejo municipal de Iquique (presidido por el alcalde Mauricio Soria) acordó, por 9 votos de 10, remover el título de "Hijo Ilustre" de la ciudad al ex-clérigo. La propuesta de remover dicho título, fue por parte del entonces concejal y actual diputado del Partido Comunista por el Distrito 2, Matías Ramírez Pascal, argumentando que "tras las acusaciones de abusos a menores se hacía impresentable mantenerlo como un representante de la ciudad de Iquique".
Finalmente, laicos pertenecientes al movimiento "Todos somos Iglesia", pidieron al obispo de la diócesis, monseñor Guillermo Vera, la remoción de un mural, instalado en el baptisterio del Santuario de La Tirana, en que aparecen retratados Órdenes y el vicario judicial de la Diócesis de Iquique, el sacerdote diocesano Franklin Luza Zañartu, a quien acusan como "encubridor" de los abusos realizados por Órdenes, en su período como sacerdote y rector del principal templo católico del norte de Chile, además de solicitar la remoción del estado clerical a Luza. 
Dichas acciones no prosperaron, debido al traslado de Vera a la diócesis de Rancagua el año 2021, donde es actualmente obispo, siendo sustituido de forma provisional en el cargo eclesiástico, como administrador diocesano, el entonces vicario general de la diócesis y párroco de la Iglesia Catedral, en sacerdote Guillermo Fajardo, hasta el año 2022, en que asume el entonces provincial de la orden franciscana, monseñor Isauro Covili, como el nuevo obispo de la diócesis de Iquique.
Finalmente, al asumir Covili como actual obispo de la diócesis, se determinó eliminar el rostro de Órdenes del mural ubicado en el baptisterio del Santuario de La Tirana, siendo pintado en su lugar, a San Juan María Vianney, al igual que a Franklin Luza, el cual fue reemplazado por el rostro de un diácono. Hasta la fecha, Luza sigue ejerciendo como sacerdote en la comunidad religiosa Santa Teresita del Niño Jesús, ubicada en el centro de Iquique, aunque por decisión del prelado Covili, fue removido de su cargo de vicario judicial de la diócesis, siendo sustituido por una abogada laica, de reconocida trayectoria en causas de derechos humanos.